# Hapalidiaceae
Hapalidiaceae, porodica crvenih algi, dio reda Corallinales, nekada uključivan u Hapalidiales. Postoji nekoliko potporodica i rodova sa 163 vrste

## Potporodice i rodovi
1. Aethesolithon J.H.Johnson, (4)
2. subfamilia Austrolithoideae A.S.Harvey & Woelkerling  (3)
  1. Austrolithon A.S.Harvey & Woelkerling   (1)
  2. Boreolithon A.S.Harvey & Woelkerling  (1)
  3. Epulo R.A.Townsend & Huisman  (1)
3. Callilithophytum P.W.Gabrielson, W.H.Adey, G.P.Johnson & Hernández-Kantún   (1)
4. subfamilia Choreonematoideae Woelkerling   (1)
  1. tribus Choreonemateae (1)
    1. Choreonema F.Schmitz  (1)
5. Lithothamnion Heydrich (78)
6. subfamilia Melobesioideae Bizzozero (42)
  1. Crustaphytum L.-C.Liu & S.-M.Lin   (2)
  2. Epilithon Heydrich   (2)
  3. Exilicrusta Y.M.Chamberlain   (1)
  4. Mastophoropsis Woelkerling  (1)
  5. Melobesia Foslie 1898, nom. illeg. (2)
  6. Melobesia J.V.Lamouroux (20)
  7. Neopolyporolithon W.H.Adey & H.W.Johansen (2)
  8. Sphaeranthera Heydrich   (1)
  9. Synarthrophyton R.A.Townsend (11)
7. Nullipora J.B.de Lamarck   (11)
8. Palaeothamnium S.F.Conti 1
9. Phymatolithon Foslie 	22
10. Tectolithon Bahia, Jesionek & Amado-Filho, 2020 (1)
11. Tethysphytum K.Sciuto, E.Moschin & I.Moro (1)